# Jay Feaster
Jay Feaster (* 30. Juli 1962 in Williamstown, Pennsylvania) ist ein US-amerikanischer Eishockeyfunktionär.

## Karriere
Feaster war Absolvent der Susquehanna University und des Georgetown Law Center in Washington, D.C., bevor er als Rechtsanwalt in Harrisburg im US-Bundesstaat Pennsylvania tätig war. Im Anschluss betätigte sich der US-Amerikaner zunächst bei Hershey Entertainment und wurde 1990 zum General Manager der Hershey Bears aus der American Hockey League und Hersheypark Arena ernannt. Während seiner Zeit in Hershey gewann das Team 1997 die Meisterschaft der AHL, den Calder Cup. Am 10. Februar 2002 engagierten ihn die Tampa Bay Lightning aus der National Hockey League als General Manager, nachdem er zuvor drei Jahre als Assistent tätig gewesen war. In dieser Funktion war Feaster verantwortlich für vertragliches, Tarifverhandlungen, rechtliche Fragen sowie die Organisation der Scouting-Abteilung und der Farmteams. Die Position des General Managers in Florida hatte Feaster bis 2008 inne. Während dieser Zeit wurde in der Saison 2003/04 der Stanley Cup errungen.
Feaster wurde im Juli 2010 zum Assistenz-General-Manager der Calgary Flames ernannt. Nachdem sein Vorgesetzter, Darryl Sutter, vom Amt des General Managers zurückgetreten war, folgte im Mai 2011 die Beförderung zum General Manager der Calgary Flames. Im Dezember 2013 wurde er gemeinsam mit seinem Assistenten John Weisbrod des Amtes enthoben.

## Erfolge und Auszeichnungen
- 1997 Calder-Cup-Gewinn mit den Hershey Bears (als Präsident)
- 2004 Stanley-Cup-Gewinn mit den Tampa Bay Lightning (als General Manager)